# 먼데이 모닝스
《먼데이 모닝스》(Monday Mornings)는 2013년 2월 4일부터 2013년 4월 8일까지 방영한 TNT의 텔레비전 의학 드라마이다.

## 출연자
- 제이미 뱀버 : 타일러 윌슨
  - 성우 : 장민혁
- 제니퍼 피니건 : 티나 리지웨이
  - 성우 : 오길경
- 알프리드 몰리나 : 하딩 후튼
  - 성우 : 이재용
- 빙 라메스 : 호르헤 빌라누에바
  - 성우 : 사성웅
- 사라유 라오 : 시드니 나푸르
  - 성우 : 문선희
- 심경[1] : 박성
  - 성우 : 남도형
- 앤서니 힐드 : 미치 톰킨스
  - 성우 : 이정구
- 제이슨 그레이 스탠퍼드 : 스캇 헨더슨
  - 성우 : 홍시호
- 조너선 실버맨 : 존 리버먼
  - 성우 : 권도일